# Экология атмосферы
Эколо́гия атмосфе́ры — раздел геоэкологии, изучающий состояние атмосферы и влияние на атмосферу деятельности человека.

## Загрязнение атмосферы
Результатом выбросов загрязняющих веществ из различных источников является загрязнение атмосферы. При переносе по воздуху от источников появления загрязнения претерпевают изменения, в том числе и химические превращения одних загрязнений в другие, ещё более опасные вещества. Таким образом, под загрязняющими принято понимать те вещества, которые оказывают отрицательное воздействие на окружающую
среду либо непосредственно, либо после химических изменений в атмосфере, либо
в сочетании с другими веществами.
Установившееся содержание загрязнений в воздухе определяет
степень разрушающего воздействия на данный регион. Результаты загрязнений можно оценить по отрицательному воздействию на человека, растения, животных, воду и т. д.; а также, в более глобальном смысле, по отрицательному воздействию на климат, ряд экономических и социальных условий.

## Основные последствия загрязнения атмосферы
- Парниковый эффект
- Кислотные дожди
- Озоновая дыра в атмосфере
- Смог

## Защита атмосферы
На XIX специальной сессии Генеральной Ассамблеи ООН в июне 1997 года было принято одно из основных направлений природоохранной деятельности национальных правительств в рамках программы. Это направление заключается в поддержании чистоты атмосферного воздуха планеты. Для защиты атмосферы необходимы административные и технические меры, направленные на уменьшение возрастающего загрязнения атмосферы. Защита атмосферы не может быть успешной при односторонних и половинчатых
мерах, направленных против конкретных источников загрязнения. Необходимо определить причины загрязнения, проанализировать вклад отдельных источников в общее загрязнение и выявить возможности ограничить эти выбросы.
Так в целях защиты окружающей среды в декабре 1997 года был принят Киотский протокол, направленный на регулирование выбросов в атмосферу парниковых газов.
В РФ на сохранение и улучшение качества атмосферного воздуха направлен закон «Об охране атмосферного воздуха». Этот закон должен регулировать отношения в области охраны атмосферного воздуха, чтобы улучшить состояние атмосферного воздуха и обеспечить благоприятную среду для обитания человека, предотвратить химическое и т. п. воздействие на атмосферный воздух и обеспечить рациональное использование воздуха в промышленности.

## Очистка воздуха
В настоящее время существует большое количество различных методов очистки воздуха от различных вредных загрязнений. К основным способам относятся:
- Абсорбционный метод.
- Адсорбционный метод.
- Термическое дожигание.
- Термокаталитические методы.
- Озонные методы.
- Плазмохимические методы.
- Плазмокаталитический метод.
- Фотокаталитический метод.